# Transpacifik
Albums de Bojan Z trio
Solobsession
(2000) Xenophonia
(2006)
Transpacifik est un album du pianiste de jazz franco-serbe Bojan Z sorti en 2003 chez Label Bleu.

## À propos
Cet album est enregistré aux États-Unis avec une rythmique composée de « sidemen » américains réputés. Il s'agit du premier disque du pianiste en trio.
Sur certains titres, Bojan Z joue du piano à la main gauche et du Fender Rhodes à la main droite.
L'album se clôt avec un morceau de Duke Ellington, Angelica, ici appelé Purple Gazelle
.
Pour le critique Carlos Silva, ce disque est un des « meilleurs enregistrements récents en trio ».

## Liste des pistes
| No  | Titre                     | Musique                                                    | Durée |
| --- | ------------------------- | ---------------------------------------------------------- | ----- |
| 1.  | Set It Up                 | Bojan Z                                                    | 6:33  |
| 2.  | The Joker                 | Bojan Z                                                    | 9:01  |
| 3.  | Flashback                 | Bojan Z                                                    | 7:58  |
| 4.  | Run, René, Run!           | Bojan Z                                                    | 6:05  |
| 5.  | Bulgarska                 | D'après Tche da ti kupim bela seitsa, traditionnel bulgare | 5:01  |
| 6.  | Z Rays                    | Bojan Z                                                    | 8:34  |
| 7.  | Groznjan Blue             | Bojan Z                                                    | 6:14  |
| 8.  | Sepia Sulfureux           | Bojan Z                                                    | 6:19  |
| 9.  | Niner                     | Bojan Z                                                    | 6:44  |
| 10. | Purple Gazelle (Angelica) | Duke Ellington                                             | 4:02  |

## Personnel
- Bojan Z : piano, Fender Rhodes
- Scott Colley : contrebasse
- Nasheet Waits : batterie